# Heinrich Liebe
Heinrich Liebe (* 29. Januar 1908 in Gotha; † 27. Juli 1997 in Eisenach) war ein deutscher Marineoffizier und U-Boot-Kommandant im Zweiten Weltkrieg. Auf neun Unternehmungen versenkte er 32 Schiffe mit 181.812 BRT.

## Leben

### Reichsmarine und Wehrmacht
Liebe trat am 5. April 1927 Offiziersanwärter der Reichsmarine bei, wo er am 11. Oktober 1927 zum Seekadetten ernannt wurde. Seine erste infanteristische Grundausbildung absolvierte er an der II. Schiffstammabteilung der Ostsee in Stralsund. Anschließend absolvierte er ab dem 4. Juli 1927 seine praktische Bordausbildung auf dem Segelschulschiff Niobe sowie ab dem 1. November 1927 auf dem Leichten Kreuzer Berlin. Hier wurde er am 1. April 1928 zum Marinegefreiten ernannt. Vom 29. März 1929 bis 29. März 1930 absolvierte Liebe an der Marineschule Mürwik einen Fähnrichslehrgang. Hier wurde er bereits am 1. April 1929 zum Obermaat befördert sowie anschließend am 1. November 1929 zum Fähnrich zur See. Nach Beendigung seines Lehrganges, nahm er im Juni 1929 sowie im Oktober 1929 an zwei Navigationsbelehrungsfahren auf dem Tender Frauenlob sowie auf dem Vermessungsschiff Meteor teil. Vom 30. März 1930 bis 9. Februar 1931 absolvierte Liebe eine Reihe von Fähnrichslehrgängen, so den Fähnrichs-Sperrlehrgang, Fähnrichs-Nachrichten-Lehrgang, Fähnrichs-Artillerie-Lehrgang, den Fähnrichs-Fla-Maschinen-Waffenlehrgang sowie einen weiteren Fähnrichs-Infanterielehrgang. Nach dessen Absolvierung, mit Wirkung zum 1. Juni 1931 zum Oberfähnrich zur See ernannt, nahm er wieder seine weitere Bordausbildung auf dem Linienschiff Schleswig-Holstein auf, wo er am 1. Oktober 1931 zum Leutnant zur See befördert wurde. Nach einem Funklehrgang kam er am 6. April 1932 als 2. Funktechnischer Offizier auf das Linienschiff Schleswig-Holstein, wo er am 1. Oktober 1933 zum Oberleutnant zur See ernannt wurde.
Am 1. April 1934 wurde Liebe Adjutant in der 1. Torpedoboots-Halbflottille und wechselte im September 1935 zur U-Boot-Waffe. Seinen U-Boots-Lehrgang absolvierte er vom 30. September 1935 bis 30. September 1936. Am 1. Oktober 1936 wurde er unter gleichzeitiger Ernennung zum Kapitänleutnant Kommandant des U-Bootes U 2 in der U-Schule und unterwies seinerseits neue U-Boot-Fahrer. Am 22. April 1938 avancierte er in dieser Position zum Kommandanten der Unterseebootsschule. Mitte August 1938 nahm er an der Baubelehrung für das im Bau befindliche U-Boot U 38 teil, zu dessen Kommandant er am 24. Oktober 1938 ernannt wurde.

### Zweiter Weltkrieg
Feindfahrten mit U 38
1. 19. August 1939 bis 18. September 1939 (2 Schiffe mit 16.698 BRT versenkt)
2. 14. November 1939 bis 16. Dezember 1939 (3 Schiffe mit 13.629 BRT versenkt)
3. 26. Februar 1940 bis 5. April 1940 (5 Schiffe mit 14.309 BRT versenkt)
4. 8. April 1940 bis 27. April 1940
5. 6. Juni 1940 bis 2. Juli 1940 (6 Schiffe mit 30.353 BRT versenkt)
6. 1. August 1940 bis 3. September 1940 (2 Schiffe mit 12.439 BRT versenkt)
7. 25. September 1940 bis 24. Oktober 1940 (4 Schiffe mit 30.345 BRT versenkt)
8. 18. Dezember 1940 bis 22. Januar 1941 (2 Schiffe mit 16.760 BRT versenkt)
9. 9. April 1941 bis 24. Juni 1941 (8 Schiffe mit 47.279 BRT versenkt)

Nach Ausbruch des Zweiten Weltkrieges, der mit dem Überfall auf Polen am 1. September 1939 begonnen hatte, wurde Liebe als Kommandant von U 38 zunächst mit Sicherungsfahrten im Nordatlantik sowie später in der Nordsee und an der norwegischen Nordküste betraut. In diesem Zusammenhang versenkte Liebe bis Ende 1939 auf zwei Feindfahrten fünf Schiffe. 1940 versenkte er auf fünf Feindfahrten weitere zwölf Schiffe, wofür er am 5. Juli 1940 im Wehrmachtbericht genannt wurde. Für seine weiterhin anhaltenden Versenkungen wurde ihm am 14. August 1940 das Ritterkreuz des Eisernen Kreuzes verliehen. 1941 folgten weitere zwei Feindfahrten, auf denen Liebe erneut zehn Schiffe mit 64.039 BRT versenkte. Hierfür wurde er erneut zweimal im Wehrmachtbericht erwähnt sowie am 10. Juni 1941 mit dem Eichenlaub zum Ritterkreuz des Eisernen Kreuzes geehrt. Die Versenkung ziviler Schiffe aus neutralen Ländern wie der M/S Algier (21. März 1940) stellte ein Kriegsverbrechen dar.
Nach seiner neunten und letzten Feindfahrt mit U 38 wurde Liebe von seinem Kommandantenposten entbunden, um ab 15. Juli 1941 im Oberkommando der Marine als Referent bei der Seekriegsleitung zu arbeiten. Diese Position hatte er bis August 1944 inne. In dieser Dienststellung erfolgte am 1. Dezember 1941 seine Beförderung zum Korvettenkapitän. Am 14. August 1944 wechselte Liebe als Referent in den Bereich des Befehlshaber der U-Boote, wo er in der Zentralabteilung tätig war. Während seiner dortigen Dienstzeit wurde Liebe am 17. September 1944 zum Fregattenkapitän ernannt. Seine Position behielt er anschließend bis zum 8. Mai 1945.

### Nachkriegszeit
Vom 8. Mai 1945 bis 30. Juni 1947 war Liebe als Nachrichten-Gruppenleiter für Seefahrer am Deutschen Hydrographischen Institut tätig. Anschließend arbeitete er (nachdem er sich in der DDR geweigert hatte, der KVP-See beizutreten) als Friedhofsgärtner in seiner Geburtsstadt Gotha.

## Auszeichnungen
- Wehrmacht-Dienstauszeichnung IV. Klasse am 2. Oktober 1936
- Erinnerungsmedaille an die Olympischen Spiele 1936 am 20. April 1937
- Eisernes Kreuz (1939) II. Klasse am 8. Oktober 1939
- U-Boot-Kriegsabzeichen (1939) am 16. Dezember 1939
- Eisernes Kreuz (1939) I. Klasse am 6. April 1940
- Ritterkreuz des Eisernen Kreuzes mit Eichenlaub[2]
  - Ritterkreuz am 14. August 1940
  - Eichenlaub am 10. Juni 1941 (13. Verleihung)
- Dreimalige Nennung im Wehrmachtbericht am 5. Juli 1940, 31. Mai 1940 und 9. Juni 1941
- Italienisches Kriegskreuz mit Schwertern am 2. Dezember 1941
- Kriegsverdienstkreuz (1939) II. Klasse mit Schwertern am 3. September 1944